# 구야시
구야시(헝가리어: gulyás) 또는 굴라쉬(영어: Goulash)는 쇠고기, 양파, 파프리카가루, 감자 등으로 만든 스튜 또는 수프이다. 헝가리의 국민 음식으로 여겨지며, 헝가리 뿐 아니라 중앙유럽과 동유럽·동남유럽의 인접한 다른 국가에서도 즐겨 먹는 겨울 음식이다.

## 이름
헝가리어에서 "구야시(gulyás)"는 본래 "목자"라는 뜻이다. "소떼"를 뜻하는 말인 "구여(gulya)"에서 나왔으며, 과거에 소를 치는 목자들이 먹던 음식에서 유래하여 이런 이름이 붙었다.
여러 국가에서 먹는 음식이기 때문에, 지역에 따라 굴라시(체코어·슬로바키아어·세르보크로아트어: guláš, 폴란드어: gulasz), 굴라슈(독일어: Gulasch, 루마니아어: gulaș), 골라시(슬로베니아어: golaž), 훌랴시(우크라이나어: гуляш) 등의 여러 변형으로도 알려져 있다.

## 종류

### 보그라치구야시
"구야시"는 보통 보그라치구야시(bográcsgulyás)를 가리킨다. "보그라치"라 불리는 솥에 끓여 만드는 쇠고기 스튜 또는 수프로, 전통적으로는 야외에서 불을 피워 솥을 걸고 끓인다. 라드에 양파를 볶다가 파프리카가루 등을 넣고 끓이기 때문에 짙은 붉은 색을 띠며, 걸쭉하거나 묽게 끓일 수 있다. 흔히 감자가 들어가며, 그 외에 당근, 파슬리뿌리, 헝가리왁스고추, 토마토퓌레 등을 넣기도 한다. 주요리로 내며, 포크와 나이프로 먹는 퍼프리카시, 푀르쾰트와 달리 보통 숟가락으로 먹는다.

### 구야시레베시
"구야시 국"이라는 뜻의 구야시레베시(gulyásleves)는 영어 이름인 "굴라시 수프(goulash soup)"로도 알려져 있다. 보그라치구야시와 같은 방식으로 만들지만, 마늘, 쿠민, 캐러웨이 씨 등을 넣고 묽게 끓인다. 짙거나 옅은 붉은색을 띠는 묽은 국이며, 주요리가 아닌 전채나 부식으로 낸다.

## 사진

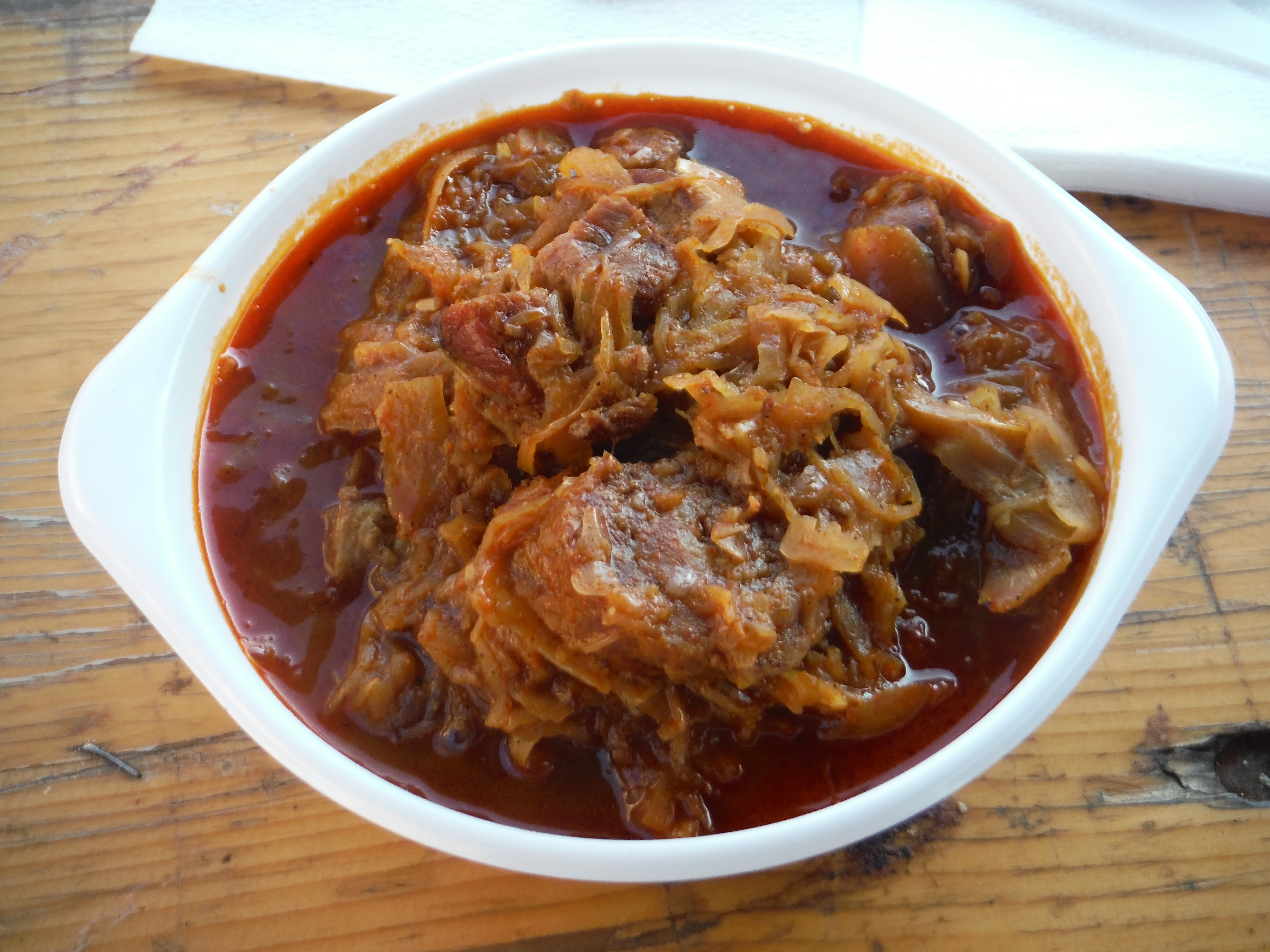
구야시
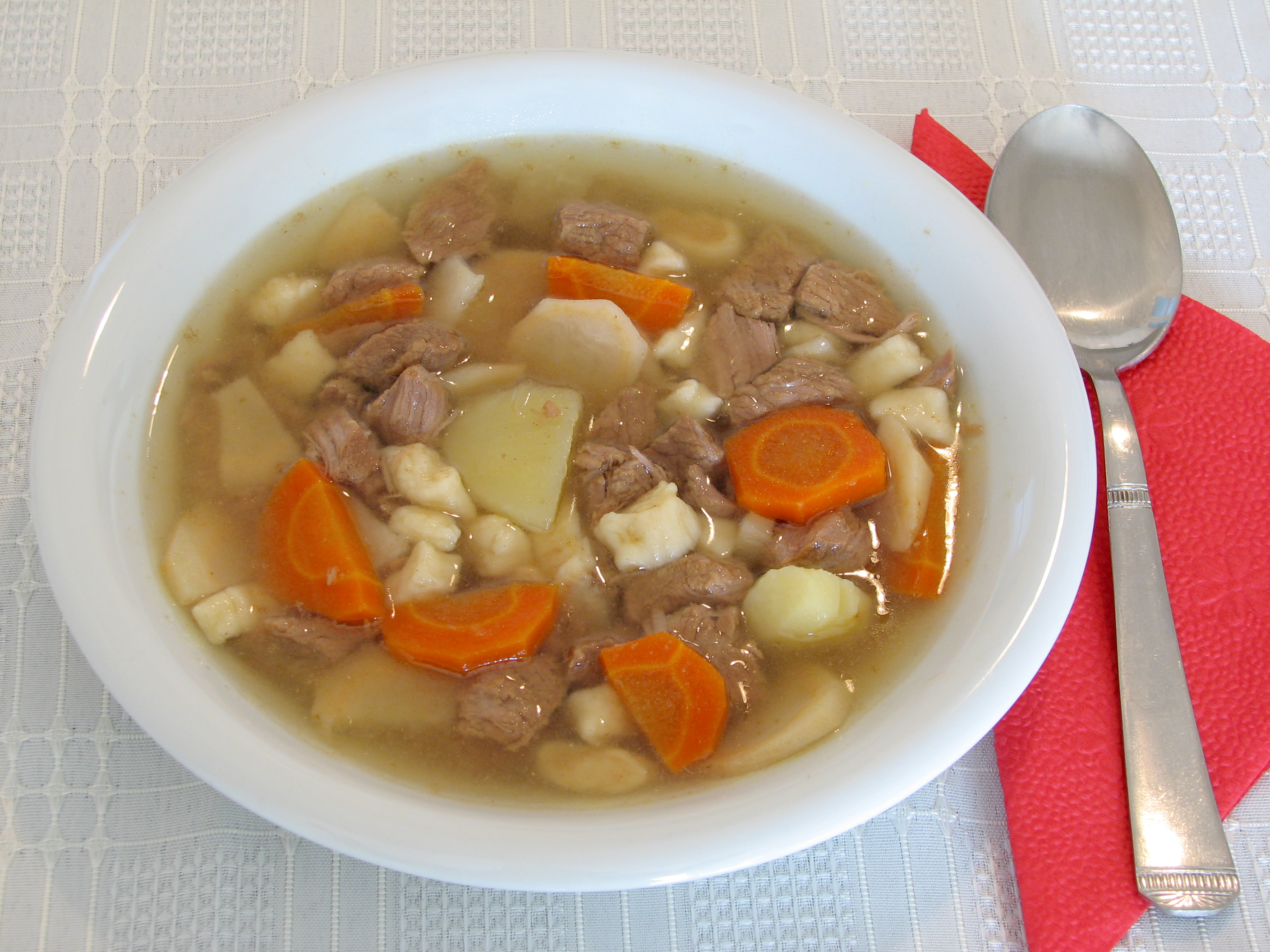
구야시레베시

## 같이 보기
- 육개장
- 퍼프리카시
- 푀르쾰트
- 하르초